# Ioánnis Paleokrassás
Ioánnis Paleokrassás (grec moderne : Ιωάννης Παλαιοκρασσάς) (né le 27 mars 1934 à Athènes et mort le 2 octobre 2021) est un homme politique grec.
Il a été ministre des Finances et Commissaire européen à l'Environnement et à la Pêche dans la Commission Delors III. Le 14 juillet 1992, la voiture de Paleokrassás fait l'objet d'une attaque à la roquette dans le centre d'Athènes. L'attentat rate sa cible, mais tue un passant.